# Ensis minor
Ensis minor és una espècie de mol·lusc bivalve de la família Pharidae comestible que s'anomena també navalla recta nom que correspon també a l'espècie Ensis siliqua amb la qual està estretament emparentada, però Ensis minor, com el seu nom indica, és més petita.

## Distribució
De Noruega al mar Mediterrani.

## Descripció
La closca és recta o lleugerament corbada, les vores pràcticament paral·leles. Fa uns 17 cm de llargada i 2,5 cm d'ample. El color és blanc o crema.